# جایزه بزرگ اسپانیا ۱۹۵۴
جایزه بزرگ اسپانیا ۱۹۵۴ (انگلیسی: ‎1954 Spanish Grand Prix‎) یک مسابقهٔ موتوری در رشتهٔ اتومبیل‌رانی فرمول یک بود که در تاریخ ۲۴ اکتبر ۱۹۵۴ در پیست پدرالبس واقع در بارسلون، اسپانیا برگزار شد. این گراند پری در میان ۹ گراند پری در فصل ۱۹۵۴، مسابقهٔ شمارهٔ ۹ بود.
در این مسابقه که در ۸۰ دور و به مسافت ۵۰۵٫۲۸۰ کیلومتر (۳۱۳٫۹۶۶ مایل) برگزار شد، پول پوزیشن توسط آلبرتو اسکاری کسب شد و سریع‌ترین زمان برای طی یک دور پیست که برابر با ۲:۲۰٫۴ بود نیز توسط آلبرتو اسکاری به ثبت رسید.
مایک هاثورن از تیم فراری، لوییجی موسو از تیم مازراتی و خوان مانوئل فانخیو از تیم مرسدس به‌ترتیب مقام‌های اول تا سوم مسابقه را کسب کردند.

## رده‌بندی قهرمانی پس از مسابقه
| رده‌بندی قهرمانی رانندگان \| \| جایگاه \| راننده \| امتیاز \| \| -------- \| ------ \| ------------------- \| -------------- \| \| \| ۱ \| خوان مانوئل فانخیو \| ۴۲ (۵۷۱⁄۷) \| \| \| ۲ \| خوزه فریلان گونزالز \| ۲۵۱⁄۷ (۲۶۹⁄۱۴) \| \| ۱ \| ۳ \| مایک هاثورن \| ۲۴۹⁄۱۴ \| \| ۱ \| ۴ \| ماریس ترینتیگنانت \| ۱۷ \| \| \| ۵ \| کارل کلینگ \| ۱۲ \| \| منبع:[۱] \| \| \| \| |        |                     |                |
| | جایگاه | راننده              | امتیاز         |
| | ۱      | خوان مانوئل فانخیو  | ۴۲ (۵۷۱⁄۷)     |
| | ۲      | خوزه فریلان گونزالز | ۲۵۱⁄۷ (۲۶۹⁄۱۴) |
| ۱ | ۳      | مایک هاثورن         | ۲۴۹⁄۱۴         |
| ۱ | ۴      | ماریس ترینتیگنانت   | ۱۷             |
| | ۵      | کارل کلینگ          | ۱۲             |
| منبع: |        |                     |                |

یادداشت
- تنها پنج جایگاه نخست از هر رده‌بندی نمایش داده شده‌است.